# Anne Weber (Schauspielerin)
Anne Weber (* 21. November 1966 in Detmold) ist eine deutsche Schauspielerin.

## Leben
Sie wuchs in Kiel auf und erhielt von 1985 bis 1989 ihre Ausbildung an der Westfälischen Schauspielschule in Bochum. Von 1989 bis 1993 war sie am Düsseldorfer Schauspielhaus engagiert. Hier spielte sie unter anderem Hermia in Ein Sommernachtstraum sowie die Titelrolle in Emilia Galotti (1991, Regie Werner Schroeter).
1993/94 ging sie an das Deutsche Schauspielhaus in Hamburg, dem sie bis zum Jahr 2005 angehörte. Hier wirkte sie in der Regie von Jossi Wieler in Elfriede Jelineks Wolken.Heim mit und wurde 1994 zusammen mit ihren fünf Kolleginnen von der Jury der Zeitschrift Theater heute zur Schauspielerin des Jahres gewählt.
Ferner war sie unter anderem Hauptdarstellerin in Das Käthchen von Heilbronn, Recha in Nathan der Weise sowie Blanche in Labiches Das Sparschwein. Sie war auch an vielen Liederabenden von Franz Wittenbrink beteiligt.
Seit 2005 ist sie oft am Hamburger St.-Pauli-Theater zu sehen, unter anderem auch als Annette Reille in Der Gott des Gemetzels von Yasmina Reza. Dieselbe Rolle spielte sie im Herbst 2008 am Schauspiel Köln.

## Filmografie
- 1997: Wolken.Heim
- 1998: Die Sekretärinnen
- 1999: Große Gefühle
- 2004: Folies passagères, contes trash et sournois
- 2005: Die Rettungsflieger – Fahrerflucht
- 2006: Swinger Club
- 2008: Wettlauf mit dem Tod (Serie R.I.S. – Die Sprache der Toten)
- 2009: Der Dicke – Hinter verschlossenen Türen
- 2009: Notruf Hafenkante – Pleitegeier
- 2010: Koffie to Go (Kurzserie)
- seit 2011: Nord Nord Mord (Fernsehreihe) → siehe Besetzung
- 2012: Wilsberg: Die Bielefeld-Verschwörung
- 2012: Leg ihn um! – Ein Familienfilm
- 2012: SOKO Wismar – Volles Risiko
- 2012: Die Fusion – Ansichten einer Dissoziation (Kurzfilm)
- 2014: Polizeiruf 110: Sturm im Kopf
- 2016: Notruf Hafenkante – Lautlos
- 2016: Apropos Glück (Fernsehfilm)
- 2017: Eltern allein zu Haus: Die Winters (Fernseh-Trilogie, Film 2)
- 2018: Die Hälfte der Welt gehört uns – Als Frauen das Wahlrecht erkämpften (Dokudrama)
- 2020: Da is’ ja nix (Fernsehserie)
- 2023: Luden (Fernsehserie)
- 2024: Mord oder Watt? – Für Immer Matjes
- 2025: Die Kanzlei: Ein schwerer Schlag

## Hörbücher
- 2014: Die Engelmacherin von Camilla Läckberg, Hörbuch Hamburg, 6 CDs gekürzt 457 Min., gelesen zusammen mit Nina Petri, ISBN 978-3-89903-885-9.

## Auszeichnungen
- 1994: Boy-Gobert-Preis für die Titelrolle in Käthchen von Heilbronn